# Scooby Apokalipszis
A Scooby Apokalipszis (angolul: Scooby Apocalypse) a DC Comics által kiadott, havonta megjelenő képregény-sorozat. A képregény-sorozat 2016 májusában indult. Újragondolja a Scooby-Doo franchise karaktereit, különösen az 1969-es televíziós sorozatot, a Scooby-Doo, merre vagy?-ot, amely őket poszt-apokaliptikus világba helyezi.

## Fogadtatás
A Scooby Apokalipszist többnyire pozitívan fogadták a kritikusok.

## Fordítás
- Ez a szócikk részben vagy egészben  a   Scooby Apocalypse című angol Wikipédia-szócikk ezen változatának fordításán alapul.  Az eredeti cikk szerkesztőit annak laptörténete sorolja fel. Ez a jelzés csupán a megfogalmazás eredetét és a szerzői jogokat jelzi, nem szolgál a cikkben szereplő információk forrásmegjelöléseként.